# Panyindangan Kulon
Panyindangan Kulon is een bestuurslaag in het regentschap Indramayu van de provincie West-Java, Indonesië. Panyindangan Kulon telt 6955 inwoners (volkstelling 2010).